# Hákarlshaus
Hákarlshaus är ett berg i republiken Island. Det ligger i regionen Austurland, 400 km öster om huvudstaden Reykjavík. Toppen på Hákarlshaus är 1 154 meter över havet.
Runt Hákarlshaus är det mycket glesbefolkat, med 2 invånare per kvadratkilometer. Närmaste större samhälle är Egilsstaðir, omkring 20 kilometer väster om Hákarlshaus. Trakten runt Hákarlshaus består i huvudsak av gräsmarker.